# پیش از عروسی
پیش از عروسی (به هندی: Shaadi Se Pehle) فیلمی محصول سال ۲۰۰۶ و به کارگردانی ساتیش کایشیک است. در این فیلم بازیگرانی همچون آکشای کانا، مالیکا شراوات، آیشا تاکیا، آفتاب شیودسانی، سونیل شتی، راجپال یاداو، بومان ایرانی، انوپم کهیر، گلشن گروور، میتا واشیشت و ویدیوت جاموال ایفای نقش کرده‌اند.